# Инженерный дом
Инженерный дом (Инженерный деловой дом) — памятник архитектуры. Расположен в Санкт-Петербурге, современный адрес дома — Петропавловская крепость, 2.
Одноэтажное розовое здание с высокой кровлей и с внутренним двором, неправильный четырёхугольник в плане. Ранее называлось Цейхгаузом или Инженерным деловым двором с цейхгаузами. У дома было два корпуса: П-образный фортификационный дом и собственно цейхгауз, между ними был проезд с воротами на северном фасаде, застроенный в 1886 году.
Изначально на месте каменного здания размещались деревянные склады и мастерские, замененные после обветшания в 1748—1749 годах. Фасадные стены расчленены узкими рустованными лопатками, у окон несложные по рисунку наличники и лучковые перемычки.
В здании в разное время находились чертёжная мастерская, архив дел Инженерного департамента, жильё для семейных нижних чинов крепостного Инженерного управления.
Инженерный дом реставрировали в 1960-х годах по проекту И. Н. Бенуа. При реставрации предполагалось возвращение фасадами облика XVIII века, в связи с этим были раскрыты выходящие во двор арочные проёмы, восстановлены утерянные ранее элементы декора фасада. Оригинальные интерьеры, их планировка и отделка, к моменту начала реставрации не сохранились.
С 1971 года в доме открыта экспозиция «Архитектура Петербурга — Петрограда — Ленинграда XVIII — начала XX веков», в рамках которой представлена история строительства, формирования городских ансамблей, дана информация об архитекторах города. Демонстрируются оригинальные чертежи ряда дворцов и зданий, предметы мебели, воссозданные интерьеры общественных и жилых домов. Для возможности открытия выставки И. Н. Бенуа провела реставрацию здания в 1960—1968 годах.